# 2008年夏季奥林匹克运动会马绍尔群岛代表团
2008年夏季奧林匹克運動會馬紹爾群島代表團會參加2008年8月8日－8月24日在中國北京主辦的第29屆夏季奧運。代表團由馬紹爾群島奧林匹克委員會派出。馬紹爾群島於2007年才正式加入國際奧委會，並且首次參加夏季奧運會。

## 跆拳道
馬紹爾群島男子跆拳道選手Anju Jason成為首位代表國家參加夏季奧運會的運動員，他於新喀里多尼亞的首府努美阿舉行的大洋洲奧運資格賽獲得參賽資格，將會參加北京奧運男子跆拳道80公斤級比賽。